# アンブロセ・マンドゥロ・ドラミニ
アンブロセ・マンドゥロ・ドラミニ（Ambrose Mandvulo Dlamini、1968年3月5日 - 2020年12月13日）は、エスワティニの政治家、実業家。同国首相を2018年から2020年まで務めた。首相就任前は南アフリカ共和国の大手携帯電話会社MTNグループのエスワティニ事業を統括していた。Ambrose という名は本来は英語で「アンブローズ」と読むため、氏名はアンブローズ・ドラミニとも表記される。

## 経歴
ムベケルウェニ(Mbekelweni)出身。1987年にマンジニにあるサレジオ高校(Salesian High School)を卒業後、スワジランド大学にて商学を修め、米国バージニア州ハンプトンにあるハンプトン大学より経営学修士(MBA)の学位を授与された。
スタンダード銀行などでコンサルタントとして働いた後、2003年から2010年までネドバンクのマネージング・ディレクター(MD)、2010年から2018年までエスワティニMTN（スワジMTN）の最高経営責任者(CEO)を務めた。

## 首相

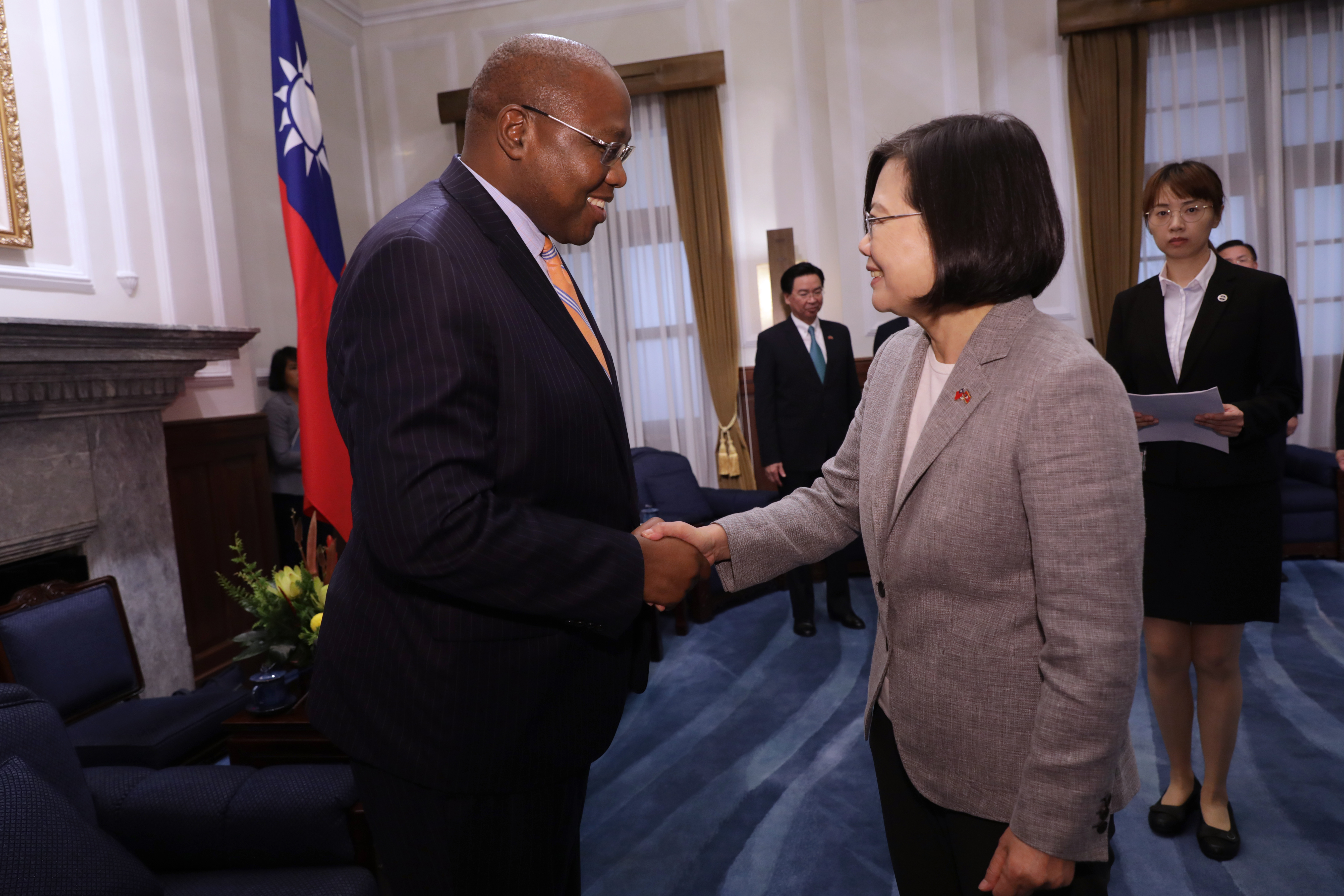
2019年10月8日、中華民国総統府にて蔡英文総統と会見するドラミニ首相

2018年9月、長く首相を務めていたバーナバス・シブシソ・ドラミニが退任し、同月に死去した。10月27日、国王ムスワティ3世はアンブロセ・マンドゥロ・ドラミニを新首相にすると発表し、10月29日に宣誓式が行われた。11月に18名（男12、女6）から成る第11代内閣が発足し、副首相にテンバ・マスク、外務・国際協力大臣にトゥリ・ドラドラ、情報・通信・技術大臣には国王の娘であるシカニソ王女が就任した。
2019年8月、第7回アフリカ開発会議(TICAD VII)参加のため日本を訪問し、内閣総理大臣の安倍晋三と会談した。
2020年11月に新型コロナウイルス検査で陽性となり、12月1日に南アフリカ共和国の病院に入院。12月13日、入院先で首相在任中のまま52歳で死去。

## 家族
妻ポーシャ(Portia)との間に3人の子(Nosipho, Mihla, Tanele)が誕生している。エスワティニ（スワジランド）の歴代首相はいずれも王家であるドラミニ家の者から選ばれている。祖父のマゴンゴ王子（別名マコンバネ）はかつての国王ドラミニ4世（別名ムバンゼニ、在位1875-1889年）の子孫である。